# 医者がすすめる専門医
ドクターズEye 医者がすすめる専門医（ドクターズアイ いしゃがすすめるせんもんい）は、BS-iで2004年10月から2006年9月まで放送の医療番組。放送時間は毎週月曜22:00～22:54。
- 進行：山本文郎・長岡杏子（当時TBSアナウンサー）
- 解説：松井宏夫（医学ジャーナリスト）
- ナレーション：関口伸・鈴木まどか

2006年3月27日まで毎週月曜17:00～17:54で第49回までを再放送。
2006年10月11日から2007年10月まで毎週水曜21:00～21:54で第50回から第102回までを再放送。

## 内容
BSデジタル放送のBS-iで放送の医療番組で分野毎の医師の実際の活動を克明に紹介する番組である。
主に手術中の様子も一切ぼかしで隠すことなく鮮明且つ詳細な映像で、ありのままを映す（性器以外）。
TBS系列にしては珍しい堅実な構成になっている。
毎回1つの病気をテーマに、番組前半20分は病気の特徴説明や自己診断チェック、推薦医による専門医の紹介などをする。
番組後半20分で専門医紹介と患者のふれあい、 高度な技術による手術の様子を生々しく追っていく。
手術中にはCG画像で進行状況を解説する。
最後6分程度で松井宏夫による淡々と且つ適切な解説と 専門医の医療への思いや信条などで括る47分30秒の番組。
番組中のナレーションは関口伸や鈴木まどかが担当。
TBS系の番組やテレビ東京のTVチャンピオンなどバラエティのナレーションで馴染みがあるので軽い番組と勘違いしてしまうが、生々しいオペの様子と対照的な軽い感じのナレーションによって扱う病の深刻さや手術場面のショックを和らげる効果がある。

## 医師と患者
これまで取り上げてきた病気は、外科手術を必要とするものが多く分野も広範囲で、多岐にわたる。
専門医として紹介されるのは大学病院教授や院長が多く、執刀するのも大抵紹介された専門医本人。
例外として助手や教え子、同僚の医師が補助的な手術を執刀したり共同での手術場面もあるが、全体の監督や主要手術は専門医が行う。
書籍「医者がすすめる専門病院 （編）中村康生」を元に紹介される医師が多いが専門医と推薦医の人選がどのような基準で行われているかは不明。
術後成績や院内での地位、本人に豊富な執刀経験がある点や熟練した技量を持っている点や新たな手術法や用具を自ら開発し実践している医師などの点で人選されていると思われる。しかし最も重視される人選要素は医師の人柄・人格であり、確固としたリサーチの元で選ばれていると信じる。それは番組を締め括る専門医の信条にも込められているが、患者や医療への謹厳実直さは元より往々にして謙虚であって飾らず自然体である。その専門医の日常的平静さと手術・医療現場における緊張のギャップが衝撃的に映る。
推薦医や専門医は勤務病院の象徴的立場にある人物が多いため手術の様子や患者への対応などで病院や地域医療、ひいては国内の医療レベルが推察できる。
これは番組への付加価値を高めている。
また手術を受ける患者は特殊な場合を除いて顔を隠すことが少ない。その為、患者と医師のドキュメンタリーという要素も強く、同じ病気で苦しむ患者へのアプローチとして大きな効果がある。

## 健康・医療番組として
健康・医療番組というと、NHKの「きょうの健康」、日本テレビの「健康増進時代」や「Oh!診」、「からだ元気科」
といったもので、視聴者の健康に対する意識を向上させる啓発的番組であり
長期間続く番組はそうした役割を担っていた。
ただ、飽くまで患者や視聴者の視点から病気の予防法や対処法を交えて医学を垣間見る程度の内容で、
医師の視点で、医療現場を覗かせる番組は少なかった。
NHKのドキュメンタリーやNNNドキュメント、JNN報道特集ではそうした内容を取り上げることもあるが
単発での特集が主で、手術場面にまで踏み入っても詳細まで見せることはなかった。
また一部の健康関連番組では、兎角いたずらに病気に対しての不安感を煽ったり、
優れた技術を擁した高給取りの高慢で孤高の医師といった極端な明と暗を取り沙汰すことが多い。
ブラック・ジャックなどの漫画や映画、ドラマなどの分かりやすいイメージを投影させ医師の虚像を作り上げたがる。
特に民放は視聴率などの関係でそうした安易な傾向が強い。
その為、ともすれば面白半分で番組を終えてしまうことが多々あり、
不可解なものを更に不可解にするケースがある。
いわゆるフリーク・ショー（見世物小屋）的な怖い物見たさで、
ある世界を覗く一連の特集、スペシャル番組によく見られる制作スタイルである。
にわか医療番組で、過度なナレーションや正確な知識の無い番組制作者やタレントによる必要以上の演出で
事実が大なり小なり歪められるヤラセや捏造の事例は誇張演出の最たるものであり、
その発覚によって番組や放送局の信頼が失墜することは珍しくない。　
この番組においても一般視聴者を意識して制作している以上そうした懸念や要素が皆無だったとは言えないが
民放の現状では、できるだけ堅実に作られた番組であった。
衛星放送のように、ある程度映像の描写規制が緩和されて、
制作者の意向がストレートに反映できる環境も番組の成立に影響している。
また毎週同じ顔触れで無駄な動きのない出演者、質素なCG背景、
必要なことのみを解説するナレーション、医師の平静さ、手術の日常さを
飾らずに放送し続けた姿勢・構成は近年では珍しいものであった。
昨今の医療ミスの問題で医療に対する関心も高まっていたが、
実際報道されるのは、医師の名前やミスの概要で表面的で無機質な事象に過ぎない。
医療ミスや医療事故は、人が人を診るようになって以来普遍的に
起きてきたことであり今に始まった話ではない。
そうした中で、医療現場を有りのままに見せたこの番組は医療への認識を新たにした。
医師が人として背負う責務
同じく、患者が感じる“痛み”、不安、医療への期待も伝えた。
番組を見ている視聴者が、いつでも患者という当事者になる現実の中で、
自らの体がどんな危機を抱えるのか、医師はどう対処するかという場面を想定できる。
結果しか見ない第三者とは違い、過程を重視する当事者にとっては不可欠な情報である。

## スタッフ
- 構成：高橋秀樹
- 協力：セカンドオピニオンを推進させる会、中村康生「医者がすすめる専門病院」他
- ディレクター：小原貴明、鯨井仁、竹本勝和、渡辺剛、小山昌宏、木下太志、落合政幸、林祐三子、諸橋友、古賀宏美、寺川祐介、丹羽聖一、安西基樹、増田有記
- プロデューサー：山下達也
- 番組制作：東放制作、BS-i

## その他
山本文郎の定番のコメントとしては
- 「いやぁ、私もこの番組で幾つも手術を見てきましたが神業ですね。」
- 「見事なもんですねぇ・・・<溜息>。」
- 「本当に頭が下がります。」

がある。
番組の後半に手術中に使用された手術用具や人工臓器をスタジオで実際に動かして紹介する回がある。
同じ病気を手術方法や治療法の違いから複数回取り上げる場合がある。
以前に専門医として番組に紹介された医師が推薦医として登場する場合がある。その逆もある。
紹介される手術は放送日と比較的近い時期に行われたものが多く、タイムラグが少ない。その為、最新の医療現場を見ることができる。
97巻がDVD版で、医学映像教育センターより発売されている。
1. 10「三叉神経痛」で紹介された専門医の永田和哉（NTT東日本関東病院脳神経外科部長）は2006年2月16日に亡くなっている。

## これまでのテーマ
1. 「糖尿病」専門医：加藤内科クリニｯク 加藤光敏院長
2. 「くも膜下出血」専門医:公立昭和病院 堤一生先生
3. 「腰痛」専門医：東京医科歯科大学整形外科 四宮謙一教授
4. 「大腸ポリープ」専門医：昭和大学横浜市北部消化器外科 工藤進英教授
5. 「緑内障」専門医：東京大学眼科 新家眞教授
6. 「睡眠時無呼吸症候群」専門医：虎ノ門病院 呼吸器内科 成井浩司医長
7. 「膝の痛み」専門医：日大板橋整形外科 龍順之助教授
8. 「更年期障害」専門医：東京医科歯科大学医学部付属病院 周産女性診療科主任教授 麻生武志先生
9. 「インフルエンザ」専門医：横須賀共済病院小児科 番場正博部長
10. 「三叉神経痛」専門医：NTT東日本関東病院脳神経外科 永田和哉部長
11. 「肺ガン」専門医：東京医科大学病院 外科第1講座 加藤治文教授
12. 「大腸ガン」専門医：東京都立駒込病院 外科 森武生院長
13. 「脳下垂体腫瘍」専門医：日本医科大学付属病院 脳神経外科 寺本明教授
14. 「高血圧症」専門医:順天堂大学医学部附属順天堂医院 腎・高血圧内科 富野康日己教授
15. 「骨粗しょう症」専門医：東邦大学大森病院整形外科 勝呂徹教授
16. 「乳がん」専門医：聖路加国際病院 外科（乳がんクリニック）中村清吾医長
17. 「心筋梗塞」専門医：順天堂大学医学部附属順天堂医院 心臓血管外科 天野篤教授
18. 「食道がん」専門医：東京女子医科大学病院 消化器病センター・消化器外科 高崎健教授
19. 「胆石」専門医：東邦大学医学部付属大橋病院 外科学第3講座 炭山嘉伸教授
20. 「股関節の痛み」専門医：昭和大学病院 整形外科 宮岡英世主任教授
21. 「リウマチ」専門医：埼玉医科大学総合医療センター 第2内科 竹内勤教授
22. 「胃がん」専門医：NTT東日本関東病院 小西敏郎教授
23. 「肝がん」専門医：東京大学医学部附属病院 肝胆膵外科 幕内雅敏教授
24. 「脳梗塞」専門医：東京女子医科大学病院 脳神経センター 神経内科 内山真一郎教授
25. 「不整脈」専門医：慶應義塾大学病院 循環器内科 小川聡教授
26. 「先天性心疾患」専門医:東京女子医科大学病院 心臓血管外科 黒澤博身主任教授
27. 「尿路結石」専門医:横浜労災病院 泌尿器科 山口邦雄部長
28. 「気胸」専門医:日産玉川病院 呼吸器外科・気胸センター 栗原正利部長
29. 「狭心症」専門医:大和成和病院 循環器内科 青木直人部長
30. 「子宮がん」専門医:埼玉医科大学総合医療センター 産婦人科・総合周産期母子医療センター 竹田省教授
31. 「心臓弁膜症」専門医:NTT東日本関東病院 心臓血管外科 中野清治部長
32. 「椎間板ヘルニア」専門医:埼玉県済生会川口総合病院 整形外科 佐藤浩一副院長
33. 「痔」専門医:所沢肛門病院 金井忠男院長
34. 「前立腺がん」専門医:横浜市立大学医学部附属病院 泌尿器科 窪田吉信教授
35. 「五十肩」専門医:昭和大学藤が丘リハビリテーション病院 整形外科 筒井廣明助教授
36. 「水頭症」専門医:順天堂大学医学部附属順天堂医院 脳神経外科 新井一教授
37. 「黄斑変性症」専門医:駿河台日本大学病院 眼科 湯沢美都子副院長
38. 「脳腫瘍」専門医:北里大学病院 脳神経外科 藤井清孝教授
39. 「脳動脈瘤」専門医:東京慈恵会医科大学附属病院 脳神経外科 村山雄一教授
40. 「鼠径ヘルニア」専門医:埼玉医科大学病院 消化器・一般外科I 小山勇教授
41. 「パーキンソン病」専門医:東京都立神経病院 脳神経外科 高橋宏部長
42. 「網膜剥離」専門医:杏林大学医学部付属病院 アイセンター（眼科） 樋田哲夫教授
43. 「ホームドクター(1)(2)」専門医:喜多村脳神経クリニック 喜多村一幸院長、大川こども&内科クリニック 大川洋二院長
44. 「舌がん」専門医:東京医科歯科大学医学部附属病院 頭頸部外科 岸本誠司教授
45. 「心筋症」専門医:葉山ハートセンター 心臓血管外科 磯村正名誉院長
46. 「変形性頸椎症（へんけいせいけいついしょう）」専門医:慈恵医大 阿部教授
47. 「膀胱がん」専門医:横浜市立市民病院 泌尿器科 森山正敏部長
48. 「閉塞性動脈硬化症」専門医:神奈川県立循環器呼吸器病センター 心臓血管外科 梶原博一部長
49. 「胸部大動脈瘤」専門医:横浜市立大学医学部附属市民総合医療センター 心臓血管センター（外科） 井元清隆助教授
50. 「皮膚がん」専門医:虎の門病院 皮膚科 大原國章部長
51. 「肝がん」専門医:東京大学医学部附属病院 消化器内科 小俣政男教授
52. 「前立腺肥大症」専門医:藤沢市民病院 泌尿器科 北見一夫部長
53. 「スポーツ整形」専門医:横浜南共済病院 整形外科 山田勝久院長
54. 「腎移植」専門医:東京女子医科大学病院 腎臓病総合医療センター 泌尿器科（腎移植・腎不全・腎血管外科部門） 東間紘教授
55. 「中耳炎」専門医:東京慈恵会医科大学附属病院 耳鼻咽喉科 森山寛教授
56. 「骨肉腫」専門医:癌研究会附属病院 腫瘍整形外科 川口智義部長
57. 「口唇口蓋裂」専門医:昭和大学病院 形成外科 保阪善昭教授
58. 「喉頭がん」専門医:埼玉県立がんセンター 頭頸部外科・耳鼻咽喉科 西嶌渡部長
59. 「顔面神経麻痺」専門医:杏林大学医学部付属病院 形成外科・美容外科 波利井清紀主任教授
60. 「乳がん」専門医:亀田総合病院 乳腺外科 福間英祐部長
61. 「動脈硬化（レーザー血管形成術）」専門医:千葉西総合病院 三角先生
62. 「脳腫瘍」専門医:関東脳神経外科病院 清水庸夫院長
63. 「重症下肢虚血」専門医:千葉大学医学部附属病院 循環器内科 小室一成教授
64. 「白内障」専門医:栗原眼科病院 栗原秀行院長
65. 「腎がん」専門医:東京医科歯科大学医学部附属病院 泌尿器科 木原和徳教授
66. 「ホームドクター」専門医(1):哲学堂くすのき皮膚科 楠俊雄院長、専門医(2):からさわクリニック 唐澤秀武院長
67. 「急性心筋梗塞」専門医:日本医科大学付属千葉北総病院 循環器センター 水野杏一教授
68. 「顎変形症」専門医:済生会横浜市南部病院 口腔外科 青木紀昭部長
69. 「拡張型心筋症」専門医:心臓血管研究所付属病院 心臓血管外科 須磨久善スーパーバイザー
70. 「糖尿病」専門医:横浜労災病院 内分泌・代謝内科 西川哲男副院長
71. 「熱傷再建」専門医:日本医科大学付属病院 形成外科・美容外科 百束比古教授
72. 「眼腫瘍」専門医：さいたま赤十字病院 眼科 小島孚允副院長
73. 「救命救急」専門医：日本医科大学付属千葉北総病院 救命救急センター 益子邦洋部長
74. 「小児外科」専門医：東京大学医学部附属病院 小児外科 橋都浩平教授」
75. 「尿失禁・性器脱」専門医：昭和大学横浜市北部病院 泌尿器科 島田誠教授
76. 「小腸疾患」専門医：自治医科大学附属病院 消化器センター内科 山本博徳助教授
77. 「人工心臓」専門医：東京女子医科大学 心臓血管外科 山崎健二講師
78. 「膀胱がん」専門医：帝京大学医学部附属病院 泌尿器科 堀江重郎主任教授
79. 「胃がん（内視鏡）」専門医：東邦大学医療センター大森病院 消化器内科 三木一正教授
80. 「聴神経腫瘍」専門医：杏林大学医学部付属病院 脳神経外科 塩川芳昭教授
81. 「甲状腺がん」専門医：帝京大学医学部附属病院 外科（内分泌外科）高見博教授
82. 「胃がん」専門医：市立堺病院 外科古河洋院長
83. 「手の外科」専門医：土浦協同病院 整形外科 石突正文副院長
84. 「腎がん」専門医：杏林大学医学部付属病院 泌尿器科 東原英二院長
85. 「Ｃ型肝炎」専門医：武蔵野赤十字病院　消化器科　泉並木部長
86. 「尿路結石」専門医：杏林大学医学部付属病院　泌尿器科　奴田原紀久雄教授
87. 「髄膜腫」専門医：筑波大学附属病院　脳神経外科　松村明教授
88. 「咬合治療」専門医：後藤歯科医院　後藤脩院長
89. 「蓄膿症」専門医：東京慈恵会医科大学附属柏病院　耳鼻咽喉科　富谷義徳部長
90. 「ホームドクター」専門医：ふじわら小児科・里見腎泌尿器科　藤原芳人　里見佳昭
91. 「糖尿病」専門医：京都宇治市　土井内科　土井邦紘
92. 「膵がん」専門医：東京医科歯科大学 医学部附属病院　有井 滋樹
93. 「難聴」専門医：東京大学医学部附属病院　耳鼻咽喉科　加我君孝教授
94. 「脳動脈瘤」専門医：藤田保健衛生大学病院　佐野公俊先生
95. 「食道がん」専門医：近畿大学医学部附属病院　外科　塩崎均教授
96. 「糖尿病網膜症」専門医：小沢眼科内科病院　小澤忠彦院長
97. 「脳卒中」専門医：名古屋大学医学部附属病院　脳神経外科　吉田純教授
98. 「卵巣がん」筑波大学附属病院　産科婦人科　吉川裕之教授
99. 「大腸がん」専門医：自治医科大学附属大宮医療センター　一般・消化器外科　小西文雄教授
100. 「胃がん」慶應義塾大学病院　一般・消化器外科　北島政樹教授
101. 「インプラント」波多野歯科医院　波多野尚樹院長
102. 「総集編」

| BS-i 健康情報番組 | BS-i 健康情報番組                  | BS-i 健康情報番組 |
| 前番組            | 番組名                             | 次番組            |
| ----------------- | ---------------------------------- | ----------------- |
| -                 | ドクターズEye 医者がすすめる専門医 | メディカルα       |